# إيوارت أبنر
إيوارت أبنر (بالإنجليزية: Ewart Abner)‏ هو مدير تنفيذي موسيقي ‏ أمريكي، ولد في 11 مايو 1923 في شيكاغو في الولايات المتحدة، وتوفي في 27 ديسمبر 1997 في لوس أنجلوس في الولايات المتحدة.

## وصلات خارجية
- إيوارت أبنر على موقع ميوزك برينز (الإنجليزية)
- إيوارت أبنر على موقع أول ميوزيك (الإنجليزية)
- إيوارت أبنر على موقع أول ميوزيك (الإنجليزية)
- إيوارت أبنر على موقع ديسكوغز (الإنجليزية)